# Naturschutzgebiet Liethöhle und Bachschwinden des Wäschebaches

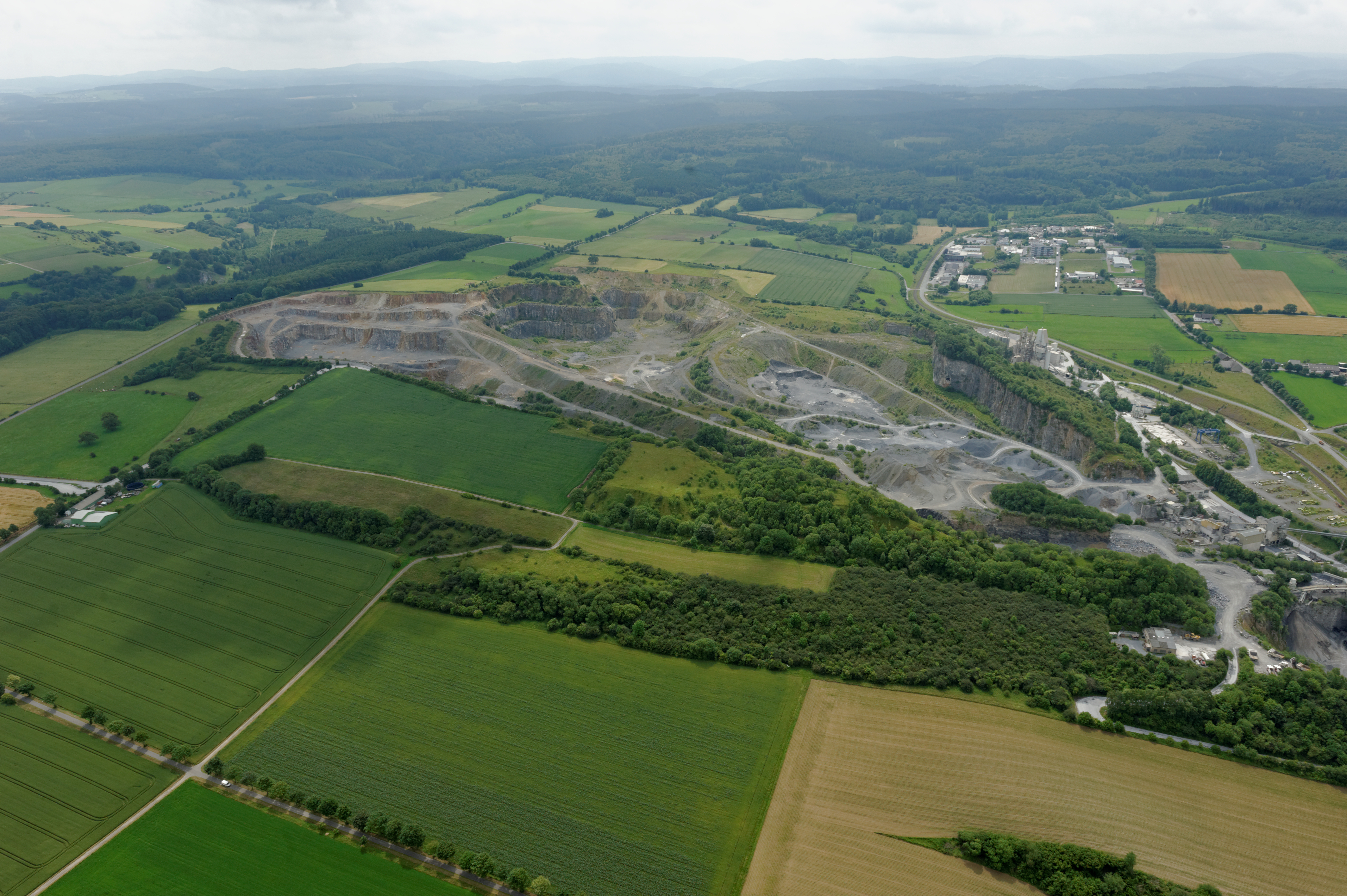
Naturschutzgebiet Liethöhle und Bachschwinden des Wäschebaches links und vor dem Steinbruch

Das Naturschutzgebiet Liethöhle und Bachschwinden des Wäschebaches ist ein 25 ha großes Naturschutzgebiet (NSG) südöstlich von Warstein im Kreis Soest in Nordrhein-Westfalen. Das Gebiet wurde 1982 und 2003 von der Bezirksregierung Arnsberg per Verordnung als NSG ausgewiesen. Im Westen grenzt das NSG direkt an das Industriegebiet Enkenbruch. Das NSG ist seit 2004 Teil des gleichnamigen FFH-Gebietes (Nr. DE-4516-305).

## Gebietsbeschreibung
Bei dem NSG handelt es sich um eine geologisch bedeutsame Kalksteinhöhle Liethöhle von 490 m Länge in einem Kalksteinbruchgebiet. Zum NSG gehören die Höhle umgebende Kalkmagerrasen, Felsfluren, Schlehengebüsche, Ruderal- und Saumgesellschaften. Die Hänge um die Höhle sind etwa 20–30 Grad geneigt. 
Nach Süden und Südosten schließt sich das Tal des Wäschebaches an. Im Bachtal finden sich eine Bachschwinde und eine Doline. Auch Quellen und stehende Kleingewässer sind im Tal. Der Bach hat bachbegleitende Erlenbestände. Es sind in der Aue auch Nass-, Feucht- und Magerwiesen bzw. -weiden. 
Im NSG wurden Vogelarten wie Neuntöter und Rotmilan als Brutvögel nachgewiesen. Auch die Tierarten Kammmolch, Bergmolch, Grasfrosch und Haselmaus kommen im NSG vor.
In den Jahren 2020/2021 brüteten zwei Paare Neuntöter im Schutzgebiet. Für Neuntöter und Raubwürger läuft seit 2020 ein Artenschutzprojekt von der Arbeitsgemeinschaft Biologischer Umweltschutz im Kreis Soest und der BUND Ortsgruppe Lörmecketal östlich von Warstein.